# Blepharotes macrostylus
Blepharotes macrostylus là một loài ruồi trong họ Asilidae. Blepharotes macrostylus được Loew miêu tả năm 1874.